# إدوارد فرانز
إدوارد فرانز (بالإنجليزية: Eduard Franz)‏ مواليد 31 أكتوبر 1902 في ميلواكي، الولايات المتحدة - الوفاة 10 فبراير 1987 في لوس أنجلوس، هو ممثل أمريكي بدأ مسيرته الفنية سنة 1918. امتدت مسيرته الفنية لأكثر من 69 عاما.

## الأعمال
- ويرلبول
- شيء من عالم آخر
- كاروسو العظيم
- الرمح المكسور
- الوصايا العشر
- غان سموك

## روابط خارجية
- إدوارد فرانز على موقع IMDb (الإنجليزية)
- إدوارد فرانز على موقع ألو سيني (الفرنسية)
- إدوارد فرانز على موقع أول موفي (الإنجليزية)
- إدوارد فرانز على موقع قاعدة بيانات برودواي على الإنترنت (الإنجليزية)
- إدوارد فرانز على موقع قاعدة بيانات برودواي على الإنترنت (الإنجليزية)
- إدوارد فرانز على موقع قاعدة بيانات الأفلام السويدية (السويدية)
- إدوارد فرانز على موقع إن إن دي بي (الإنجليزية)
- إدوارد فرانز على موقع قاعدة بيانات الفيلم (الإنجليزية)
- إدوارد فرانز على موقع كينوبويسك (الروسية)